# NHL Hitz 2002
NHL Hitz 2002 est un jeu vidéo de hockey sur glace développé par Black Box Games et édité par Midway Games sorti à partir de 2001 sur PlayStation 2, Xbox et GameCube. Il constitue le premier opus des NHL Hitz, une série dérivée de NHL.

## Système de jeu
NHL Hitz 2002 est un jeu de hockey où les règles sont réduites au strict minimum et donc tous les coups sont permis. Des effets plus ou moins scintillants recouvrent un joueur pour désigner ses différents états ; lorsque, par exemple, un joueur est dit On fire (littéralement : En feu), il le devient véritablement et devient plus compétent une fois ce stade atteint.
Hitz 2002 est jouable jusqu'à quatre joueurs.

## Accueil
- Gamekult : 6/10[1] (Xbox)